# 후쿠오카촌 (지바현)
후쿠오카촌(福岡村)은 지바현 산부군에 일찍이 존재했던 촌이다. 현재의 도가네시 남부, 오아미시라사토시 동부에 해당한다.

## 역사
- 1889년 4월 1일 - 정촌제 시행에 의해 야마베군 후쿠오카촌이 성립하였다.
- 1954년 4월 1일 - 6개 지역은 시라사토정에 편입, 9개 지역은 도가네정에 분할 편입해 폐지되어, 같은 날 도가네정은 시로 승격해 도가네시가 되었다.